# Xói mòn thẳng đứng

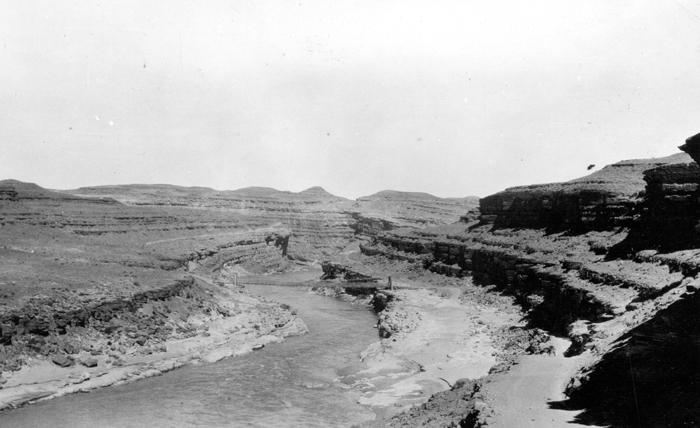
Một số giai đoạn hạ nguồn của sông San Juan ở Utah có thể được xác định trong bức ảnh năm 1927 này. Tàn dư của vùng đồng bằng ngập nước cũ đứng như ruộng bậc thang trên mức hiện đại của dòng sông.

Cắt xén, còn được gọi là cắt xói mòn,xuống hoặc xói mòn thẳng đứng là một quá trình thay đổi địa chất bằng hành động thủy lực làm sâu kênh của các con suối hoặc các thung lũng bằng cách loại bỏ các lớp vật liệu khỏi lòng suối hoặc đáy thung lũng. Tốc độ loại bỏ các lớp vật liệu phụ thuộc vào mức cơ sở của luồng, điểm thấp nhất mà luồng có thể bị xói mòn. Mực nước biển là mức cơ sở cuối cùng, nhưng nhiều dòng suối có mức cơ sở "tạm thời" cao hơn vì chúng đổ vào một vùng nước khác nằm trên mực nước biển hoặc gặp phải đá nền chống xói mòn. Một quá trình đồng thời được gọi là xói mòn bờ đề cập đến việc mở rộng kênh hoặc thung lũng. Khi một luồng cao trên mức cơ sở của nó, việc loại bỏ sẽ diễn ra nhanh hơn so với xói mòn bờ; nhưng khi mức độ của dòng chảy đạt đến mức cơ sở của nó, tốc độ xói mòn bên tăng lên. Đây là lý do tại sao các dòng suối ở khu vực miền núi có xu hướng hẹp và chảy xiết, tạo thành các thung lũng hình chữ V, trong khi các dòng chảy ở vùng thấp có xu hướng rộng và di chuyển chậm, với các thung lũng tương ứng rộng và có đáy phẳng. Thuật ngữ độ dốc chỉ độ cao của luồng so với mức cơ sở của nó. Độ dốc càng dốc, dòng chảy càng nhanh. Đôi khi nâng cao địa chất sẽ làm tăng độ dốc của luồng ngay cả khi luồng giảm xuống mức cơ sở của nó, một quá trình gọi là " trẻ hóa ". Điều này đã xảy ra trong trường hợp ở dòng sông Colorado ở miền tây Hoa Kỳ, dẫn đến quá trình tạo ra thung lũng Grand Canyon.

## Hồ hạ lưu
Sự sụp đổ của lòng hồ là sự xói mòn của vật liệu kết dính như đất sét hoặc sét băng từ bờ biển do tác động của sóng. Khi lớp phủ cát bị tước đi và lớp dính bị lộ ra, vật liệu kết dính bị mất vào cột nước. Không giống như cát, vật liệu kết dính không thể được bổ sung bằng các sự kiện tự nhiên như xói mòn đồi. Điều này có thể dẫn đến một quá trình gọi là "suy thoái đồi", trong đó sóng làm xói mòn và mang đi các vật liệu ở đầu ngón chân và khiến nó trở nên dốc hơn. Khi độ dốc đạt đến một góc nhất định, đồi trở nên không ổn định và thất bại, khiến nó lùi vào đất liền.